# Украјински закони о декомунизацији
Украјински закони о декомунизацији (укр. Українські закони про декомунізацію) односе се на четири украјинска закона из 2015. године. Ови закони се односе на декомунизацију, као и на обележавање украјинске историје. Такви закони се такође називају „закони памћења“.
Као резултат закона који је налагао уклањање споменика из комунистичког доба и преименовање места названих по комунистичким темама, украјински топононими и изглед целих градова су радикално промењени. Више од 51.493 улица, тргова и „других објеката” су преименовани. Имена бројних већих градова и села су преименована.
Закони су изазвали забринутост у вези са слободом говора, као и међународну забринутост да одају почаст неким организацијама и појединцима који су учествовали у масовном убиству Јевреја, Пољака и комуниста током Холокауста у Украјини.